# Kiborg
Kiborg je kibernetički organizam koji se sastoji od umjetnih i prirodnih dijelova, ili, kako na to danas najčešće gledamo, organizam koji ima poboljšane sposobnosti zahvaljujući tehnologiji.
Fikcijski kiborzi prikazani su kao spoj organskih i sintetičkih dijelova, i često zapravo predstavljaju pitanje razlike između čovjeka i stroja - u smislu morala, slobodne volje i empatije. Mogu biti prikazani kao vidljivi mehanizmi (npr. Borg iz Zvjezdanih staza) ili kao skoro neprimjetno različiti od ljudi (Cylonske replike ljudi iz Battlestar Galactice). Često imaju fizičke i/ili psihičke sposobnosti daleko razvijenije od ljudskih. Stvarni kiborzi su češće ljudi koji koriste kibernetičku tehnologiju da poprave ili nadvladaju fizičke i psihičke nedostatke vlastitog tijela. 
Tipičan primjer stvarnog kiborga bio bi, na primjer, čovjek s montiranim pacemakerom ili inzulinskom pumpom. Neki teoretičari čak uzimaju kontaktne leće i slušne aparate kao primjere poboljšavanja čovjekovih sposobnosti uporabom tehnologije.

Generalno, kiborg je osoba s bioničkim, ili robotskim, implantantima. 

Neki primjeri implantanata:

### C-Leg umjetna noga
Razvijena u laboratorijima Otto Bock HealthCare organizacije, ova umjetna noga koristi se kao zamjena za ljusku nogu koja je bila amputirana kao posljedica bolesti ili ozljede. Upotrebom senzora, hidraulike i mikroprocesora, C-Leg pomaže u hodanju pokušavajući replicirati korisnikov prirodni hod, kakav je bio prije amputacije. Napaja se pomoću Li-Ionske baterija, koja može trajati do 45 sati. 

### Umjetno srce
Umjetno srce je prostetički uređaj koji se implantira u tijelo za nadomještanje biološkog srca. 
Tipovi:
TAH - Total Artificial Heart - potpuno zamjenjuje ljudsko srce. 
CAD - Cardiac Assist Device - razlikuje se od TAHa po tome što se pacijentovo srce ne odstranjuje tokom implantacije.

## Kiborzi u medicini
U medicini postoje dvije vrste kiborga - 'restorative' i 'enhanced'.
Restorative tehnologija zamjenjuje izgubljene funkcije, organe ili udove. Glavni aspekt restorative kiborgizacije je popravak izgubljenih procesa za povratak na zdravu ili prosječnu razinu funkcionalnosti određenih dijelova tijela. Nema poboljšanja u odnosu na originalne sposobnosti koje su izgubljene.
S druge strane, poboljšani (enhanced) kiborg prati princip maksimalne iskoristivosti: maksimalan output (dobivene informacije ili modifikacije) i minimalan input (energija potrošena u procesu). Prema tome, poboljšani kiborg nastoji premašiti normalne sposobnosti ili čak dobiti nove spodobnosti koje prije nije imao.

### Brain-computer interface
Brain-computer interface, ili BCI, omogućuje izravno povezivanje mozga i vanjskog uređaja. Istraživanje BCIja, koji koristi elektrode implantirane izravno u sivu materiju mozga, fokusira se na obnavljanju oštećenog vida kod slijepih i pružanju pokretljivosti kod paraliziranih osoba.